# Монтгомери, Дин
Дин Монтго́мери (англ. Deane Montgomery, 1909—1992) — американский математик. Труды в основном в области топологии (особенно по теории топологических групп и групп преобразований). В 1950-е годы, совместно с Лео Циппином, опубликовал окончательное решение пятой проблемы Гильберта.
Вице-президент Международного математического союза (1967—1970), позднее был президентом Международного математического союза и председателем Комитета по присуждению медалей Филдса (1975—1978). Президент Американского математического общества с 1961 по 1962 год. Член Национальной академии наук США и Американской академии искусств и наук. Почётный доктор Университета Хэмлайн (1954), Университета Йешива (1961), Университета Иллинойса (1977) и Мичиганского университета (1986).

## Биография и научная деятельность
Родился в маленьком городке Уивер, штат Миннесота. Получил степень бакалавра в Университете Хэмлайн (Сент-Пол, Миннесота), затем защитил докторскую в Университете Айовы (1933), его научным руководителем был Эдвард Читтенден. 14 июля 1933 года женился на Кэтрин Фултон (Katharine Fulton), у них родились сын Ричард и дочь Мэри.
С 1935 по 1946 год Монтгомери был профессором в колледже Смита в Нортгемптоне (штат Массачусетс), а с 1948 года до своей отставки в 1980 году был профессором в Институте перспективных исследований, где он был уже в 1934/35, 1941/42 и 1945/46 годах.
С конца 1960-х годов он изучал совместно с Ч. Т. Янгом групповые эффекты на гомотопической 7-сфере (с различными дифференциальными структурами).

## Награды
В 1941 году Монтгомери был удостоен стипендии Гуггенхайма.  В 1988 году он стал лауреатом премии Стила от Американского математического общества.

## Избранные труды
- with Leo Zippin: A theorem on Lie groups (англ.) // Bull. Amer. Math. Soc. : journal. — 1942. — Vol. 48, no. 6. — P. 448—452. — doi:10.1090/s0002-9904-1942-07699-3.
- Measure preserving homeomorphisms at fixed points (англ.) // Bull. Amer. Math. Soc. : journal. — 1945. — Vol. 51, no. 12. — P. 949—953. — doi:10.1090/s0002-9904-1945-08477-8.
- with Leo Zippin: Two-dimensional subgroups (англ.) // Proc. Amer. Math. Soc. : journal. — 1951. — Vol. 2, no. 5. — P. 822—838. — doi:10.1090/s0002-9939-1951-0047669-0.
- with Leo Zippin: Small subgroups of finite-dimensional groups (англ.) // Proceedings of the National Academy of Sciences of the United States of America : journal. — 1952. — Vol. 38, no. 5. — P. 440—442. — doi:10.1073/pnas.38.5.440. — PMID 16589121.
- Deane Montgomery and Leo Zippin, Topological Transformation Groups, Interscience Publishers, 1955.[6]
- with Hans Samelson and C. T. Yang: Groups on En with (n-2)-dimensional orbits (англ.) // Proc. Amer. Math. Soc. : journal. — 1956. — Vol. 7, no. 4. — P. 719—728. — doi:10.1090/s0002-9939-1956-0078643-0.
- with C. T. Yang: Orbits of highest dimension (англ.) // Trans. Amer. Math. Soc.. — 1958. — Vol. 87, no. 2. — P. 284—293. — doi:10.1090/s0002-9947-1958-0100272-7.

### Русские переводы
- Д. Монтгомери. Компактные группы преобразований. УМН, 1968, 23:2(140),  169–178.